# Merut
Merut war eine bedeutende Frau im Alten Ägypten zur Zeit der 6. Dynastie, die von ihrem dekorierten Felsengrab in Deir el-Gebrawi (moderne Nummer S3) bekannt ist.
Ihr kleines Grab besteht aus einer Kapelle und hat zwei Schächte, von denen einer in eine unterirdische Grabkammer führt. Der andere konnte bisher nicht ausgegraben werden. Die einzige Dekoration der Kapelle ist eine Scheintür. Hier ist Merut vor einem Opfertisch dargestellt. Bei den Texten auf der Tür handelt es sich vor allem um Opferformeln. Merut wird auch als versorgt vor Matit (einer lokalen Löwengöttin) und geehrt von ihrem Vater und ihrer Mutter bezeichnet, deren Namen aber nicht genannt werden.